# Bermuda Hundred-veldtocht

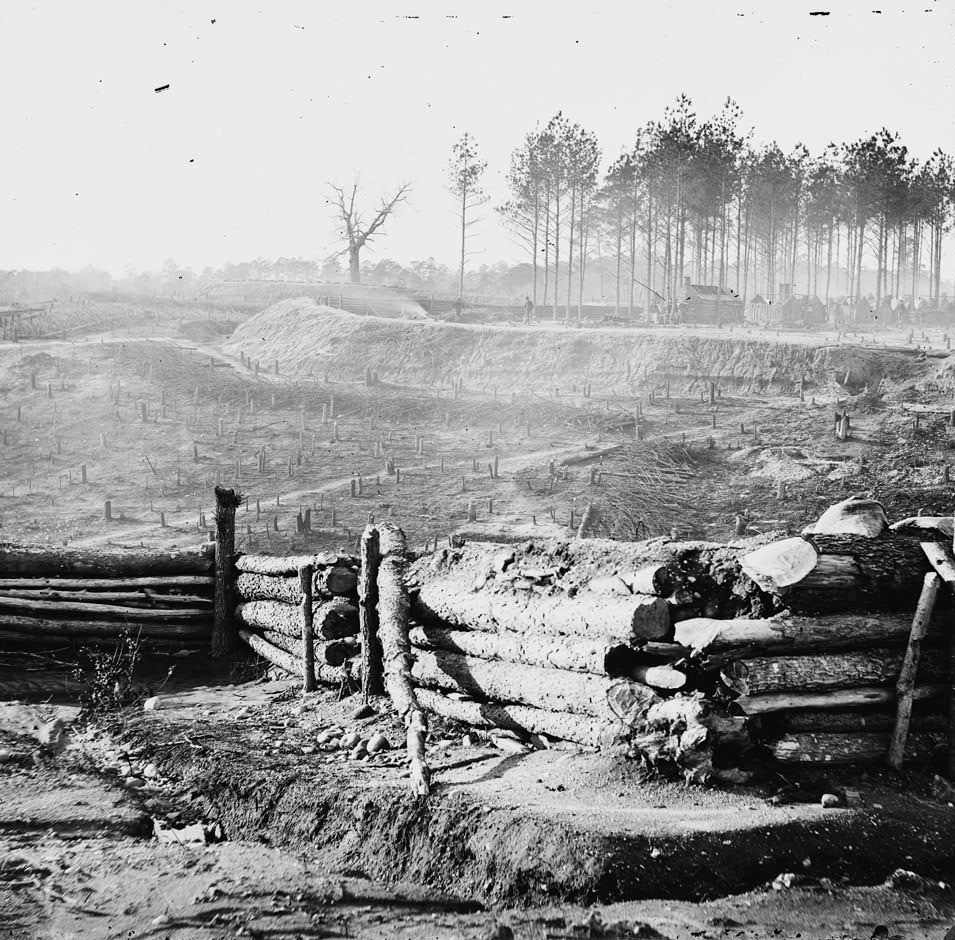
Noordelijke borstweringen bij Bermuda Hundred

De Bermuda Hundred-veldtocht vond plaats in mei 1864 in de omgeving van Richmond tijdens de Amerikaanse Burgeroorlog. De Noordelijke generaal-majoor Benjamin Butler bedreigde de Zuidelijke hoofdstad. Zijn Army of the James werd tegengehouden door de Zuidelijken onder leiding van generaal P.G.T. Beauregard.

## Achtergrond
In maart 1864 werd Ulysses S. Grant terug geroepen van het westelijke front en gepromoveerd tot luitenant-generaal. Hij werd opperbevelhebber van de Noordelijke legers. Hij gaf het bevel over de westelijke legers aan generaal-majoor William T. Sherman. Grant werkte een gecoördineerde strategie uit om vanuit verschillende richtingen het hart van de Confederatie aan te vallen. Grant zou samen met George E. Meade en Benjamin Butler Robert E. Lee aanvallen bij Richmond. Franz Sigel nam de Shenandoah Valley voor zijn rekening. Sherman kreeg de opdracht om Georgia binnen te vallen, Joseph E. Johnston te verslaan en Atlanta in te nemen. George Crook en William W. Averell kregen de opdracht om de bevoorradingslijnen in West Virginia aan te vallen. Nathaniel P. Banks diende Mobile, Alabama te veroveren. Dit was de eerste keer dat de Noordelijke legers in een gecoördineerde offensieve strategie ingezet werden.
Grant en Meade vielen Lees Army of Northern Virginia aan in de Overland-veldtocht. Butler zou ondertussen met zijn 33.000 man sterk Army of the James via de Jamesrivier in noordwestelijke richting de Zuidelijke hoofdstad aanvallen. Het hoofddoel was om de Richmond and Petersburg Spoorweg door te snijden en niet de hoofdstad zelf te veroveren. Met het onklaar maken van deze spoorweg zou Lee in grote problemen komen om zijn leger te bevoorraden.
Bulter was een generaal met politieke achtergrond. Hij kreeg zijn benoeming in eerste instantie dankzij zijn nauwe banden met president Abraham Lincoln en niet dankzij zijn militaire kunde. Zijn militaire carrière telde meer controverses dan overwinningen. Grant hoopte deze tekortkoming te compenseren door twee goede onderbevelhebbers onder Bulter te plaatsen, namelijk Quincy A. Gillmore die het X Corps onder zich kreeg en William Farrar Smith die het XVIII Corps aanvoerde.
De veldtocht ontleent zijn naam aan het vissersdorp Bermuda Hundred in Virginia gelegen bij de samenvloeiing van de Appomatox en de James. Het dorp ligt ten zuidoosten van Richmond en ten noordoosten van Petersburg, Virginia. Bulters leger ontscheepte op 5 mei bij Bermuda Hundred. Diezelfde dag bonden Lee en Grant de strijd aan in wat aan zeer snel de Slag in de Wildernis zou genoemd worden. Tegenover Bulter stond het Zuidelijke leger van het department van North Carolina en Zuidelijk Virginia (ongeveer 18.000 soldaten) onder leiding van generaal P.G.T. Beauregard. Zijn onderbevelhebber was George Pickett.

## De veldslagen tijdens de veldtocht
De veldslagen tijdens de Bermuda Hundred veldtocht zijn:

### DeSlag bij Port Walthall Junction(6 meien7 mei1864)
Op 6 mei hield de Zuidelijke brigadegeneraal Johnson Hagood de Noordelijke verkenners tegen bij Port Walthall Junction. Dit was een belangrijk depot langs de spoorweg. Op 7 mei verdreef een Noordelijke divisie de brigades van Hagood en Bushrod Johnson en vernietigde het depot en de spoorweg. De Zuidelijke trokken zich terug achter Swift Run Creek en wachtten daar op versterkingen.

### DeSlag bij Swift Creek(9 mei1864)
Butler rukte verder op richting Petersburg en werd uitgedaagd door Johnsons divisie bij Swift Creek. Een te vroege aanval door de Zuidelijken bij Arrowfield Church werd met zware verliezen teruggeslagen. De Noordelijken buitten dit voordeel echter niet verder uit. Na enkele schermutselingen stelde Butler zich tevreden met het vernietigen van de spoorweg. Ondertussen voeren vijf kanonneerboten de Appomatox op om Fort Clifton te bombarderen terwijl de divisie van brigadegeneraal Edward W. Hincks het fort naderde vanaf de landzijde. De kanonneerboten werden snel verdreven waarna de infanterie-aanval geschrapt werd.

### DeSlag bij Chester Station(10 mei1864)
Eenheden van generaal-majoor Robert Ransoms divisie voerden een verkenningstocht uit tegen een deel van Butlers leger die Chester Station vernietigde. De Zuidelijken vielen aan bij Winfree House waarna de Noordelijken zich terugtrokken.

### DeSlag bij Proctor's Creek(12 mei–16 mei1864)
Nu rukte Butler op tegen de Zuidelijke linies bij Drewry’s Bluff. Hij nam opnieuw een defensieve houding aan toen zijn opmars niet ondersteund bleek te zijn door kanonneerboten. Op 13 mei viel een Noordelijke colonne de Zuidelijke rechterflank aan bij Woolridge House. Een deel van de Zuidelijke linie begaf het. In de ochtend van 16 mei voerde Ransom een tegenaanval uit door de Noordelijke rechterflank aan te vallen waarbij er veel eenheden het op een lopen zetten. De volgende aanvallen sorteerde minder effect door de dichte mist. De Noordelijken waren desaltniettemin sterk gedesorganiseerd en gedemoraliseerd. Opnieuw trokken de Noordelijken zich terug naar hun stellingen rond Bermuda Hundred. Hiermee was de offensieve kracht van Bulters leger gebroken.

### DeSlag bij Ware Bottom Church(20 mei1864)
Zuidelijke strijdkrachten onder leiding van Beauregard vielen Bulters linies aan bij Ware Bottom Church. Nadat de Zuidelijken de Noordelijke voorposten had verdreven, bouwden ze de Howlett linie uit waarbij de Noordelijken geblokkeerd werden in Bermuda Hundred.

## Gevolgen
Butlers expeditie was mislukt. Zijn doelstellingen werden niet behaald en zijn leger werd opgesloten bij Bermuda Hundred. Hoewel Butler Zuidelijke eenheden kon vasthouden, slaagde Beauregard na de Noordelijke nederlagen bij Proctor’s Creek en Ware Bottom Church om voldoende van zijn eenheden naar Lees leger te sturen om op tijd deel te nemen aan de slag bij Cold Harbor.

## Aanbevolen literatuur
- Robertson, William Glenn. Backdoor to Richmond: The Bermuda Hundred Campaign, April–June 1864. Baton Rouge: Louisiana State University Press, 1987. ISBN 0-8071-1672-6.